# Root化 (Android OS)

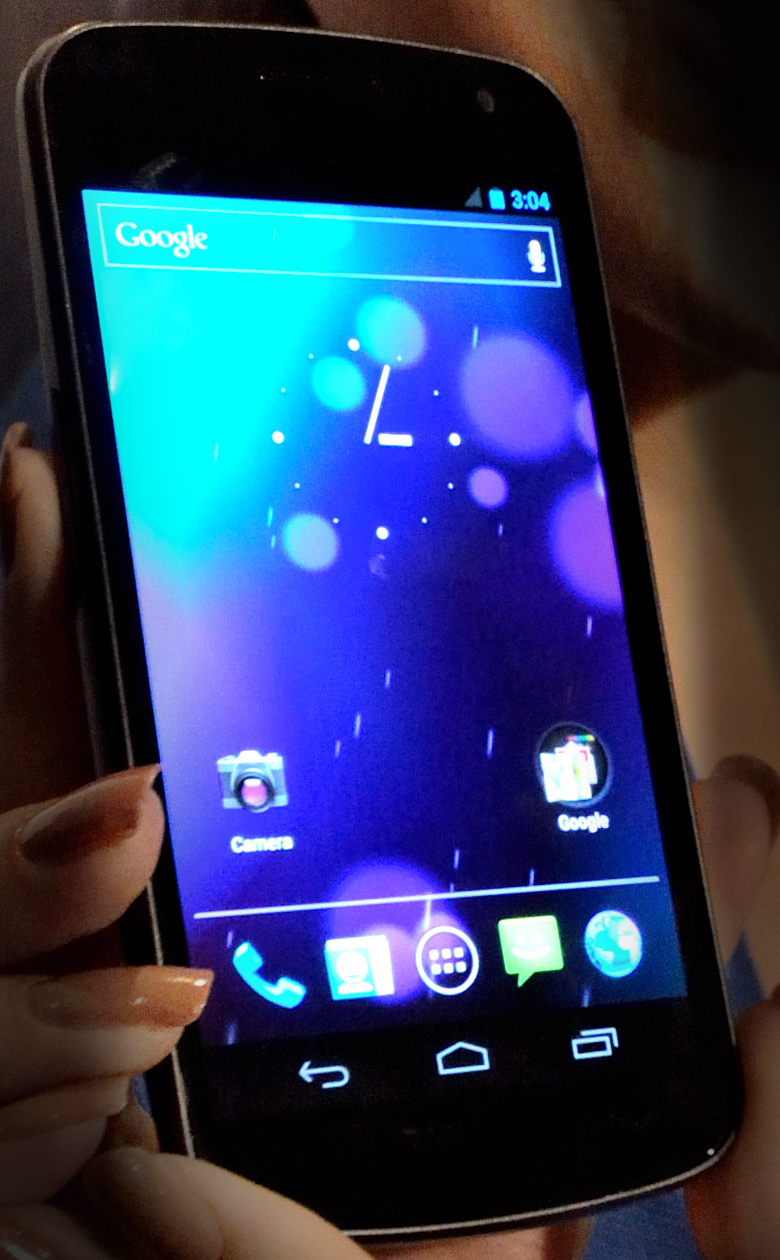
Google Nexusシリーズの一部はroot化が可能なように設計されている

root化（ルートか）は、スマートフォン、タブレットその他のAndroidデバイスユーザがAndroidサブシステム内で特権（rootアクセス）を取得する作業である。
しばしばキャリアやハードウェア製造業者がデバイスに課した制限を回避し、システムアプリケーションや設定を改変あるいは置換し、特製の管理者レベル権限が必要なアプリを動作させ、通常のAndroid利用者が使用できない操作を実行することを目的として行われる。
root化はAppleのiOSやソニー・コンピュータエンタテインメントのPlayStation 3の「Jailbreak」（日本語における、いわゆる脱獄）に相当する。
AndroidはLinuxカーネルから派生したため、Androidデバイスのroot化は、Linuxあるいは他のUnix系コンピュータ（例えばFreeBSDまたはmacOS）への管理者権限の取得と内容的に類似している。

## 概要
root化はある種のアプリやウィジェットが、付加的なシステムおよびハードウェア特権、たとえば電話機の再起動、ある種のバックアップユーティリティ、また、ステータスLEDのようなその他のハードウェアへアクセスするために必要である。root化はメーカーがインストールしたアプリ、例えばCity IDを不活性化あるいは除去するために必要である。 電話機をroot化することには通常、どのアプリにroot特権を許可するかを管理する、Superuserとよばれるアプリのインストールも含まれる。
工場出荷時（未root）では、ユーザがインストールしたアプリはデバイス上のフラッシュメモリチップに直接アクセスすることはできずオペレーティングシステムそのものを置換または修正することはできない。
iOSのjailbreakとは対照的に、root化はGoogle Play Storeで配布されていないアプリを実行する「サイドローディング」に必須ではない。しかし、AT&Tのようなキャリアでは、Google Playにないアプリケーションのファームウェアへのインストールを禁止しているが、例外的にAT&TのSamsung Infuse 4GはGoogle Play以外からダウンロードしたアプリのインストールを許可している。
2012年現在、Amazon.comのKindle FireはGoogle Playの代わりにAmazon app storeにロックインされており、他のAndroidデバイスベンダーも将来的に他の配布元にロックインする可能性がある。代替アプリを使えるようにするため、root化は必ずしも必要とは限らない。例えば、Kindle fireの場合、「easy installer」アプリをAmazon app storeからインストールし、他の配布元よりアプリを「サイドロード」することが可能である。
root化の想定される欠点は、メーカーは電話の改造行為とみなし、保証が無効になることである。しかしながら、利用者が保証を利用しようとする前に非root化したならば、電話機が以前root化されたことを知る容易な方法は無い。
また改造による被害が甚大となるオンラインゲームやセキュリティ性が重視される銀行のアプリなどでは、root化を検知すると起動できないように設計されている。しかしroot化の検知を回避する方法も公開されており、イタチごっこのように「対策」と「対策の対策」が続けられている。
「文鎮化」（bricking）という用語は、ソフトウェアの改造が不適切な方法で行われたため、（「文鎮」と化したかのごとく）動作不可能な状態になったデバイスを指して言われる。

## 手法
root化の手法はデバイスにより大きく異なるが、root化そのものを公式に公開しているメーカーは極めて少数か存在しない。そのため多くのデバイスでは、工場出荷時のセキュリティ脆弱性を利用してroot化を行う。
例えば、T-Mobile G1がリリースされてすぐにキーボードから入力された文字列が特権（root）シェルのコマンドとして解釈されることが明らかとなった。Googleはすばやくこれを修正するパッチをリリースしたが、署名された古いファームウェアイメージが漏洩し、ユーザがダウングレードして元々の脆弱性を悪用してrootアクセスを取得することが可能となった。ひとたびこの脆弱性が見つかるとファームウエアアップデートパッケージのデジタル署名をチェックしないカスタムリカバリーイメージを焼くことができた。代わりに、カスタムリカバリーを利用して、修正されたファームウェアアップデート（通常Superuser のようなroot権限が必要なユーティリティを含む）をインストールすることができる。
他にはRoot権限を取得するアプリも存在する。androidだけで実行可能であるがGoogle Playでは配信されておらず、コンピューターウィルスが同梱されている可能性も高い。
一方、Googleブランドが付いたAndroidデバイス、 Nexus One、Nexus S、Galaxy Nexusなどではセキュリティ脆弱性を利用する必要はなく、ブートローダーをアンロックさせることができる。
ブートローダーをアンロックした状態でroot権限の付与されたファームウェアにアップデートするか、あるいはroot権限の切り替えが可能なカスタムROMをインストールすることでRoot化できる。

## メーカー、キャリアの反応
最近までタブレットやスマートフォンメーカーやモバイルキャリアの反応は、サードパーティファームウェア開発のサポートに消極的だった。メーカーは非公式ソフトウェアが動作するデバイスの不適切な機能と関連するサポートコストに懸念を表明していた。更に、CyanogenModのようなファームウェアはキャリアが特別料金を課金すべきと考えるような機能（例えばテザリング）を提供することもある。その結果、ロックされた ブートローダーやrootへの制限されたアクセスのような技術的ハードルが多くのデバイスに導入されている。例えば、2011年の後半に、Barnes and NobleとAmazon.comは自動的な無線での ファームウェア更新を始めたが、そのNook Tabletの1.4.1と to Kindle Fireの6.2.1において、利用者のデバイスへのrootアクセスを削除するものであった。 Nook Tabletの1.4.1アップデートはまたユーザが公式なBarns and Noble appストアから（modなしで）アプリをサイドロードする機能を削除した。最近では、モトローラ、LGエレクトロニクスがデバイスにハードウェアレベルでのセキュリティ機能を追加し、市販のAndroidデバイスのroot化の試みを防止するようになった。例えばMotorola Droid Xはセキュリティブートローダを備え、未署名のファームウェアがロードされた場合に電話機をリカバリーモードにする。
しかし、コミュニティで開発されたソフトウェアの人気が高まるにつれて、米国議会図書館のjailbreakモバイルデバイスの認可宣言の後、メーカーやキャリアはCyanogenModやその他の非公式ファームウェア配布物に対する態度を軟化させ、中でも、 HTC、Samsung、 Motorola、Sony Mobile Communicationsは開発を支援し後押ししている。
2011年には、アンロックされた、または、（Nexusシリーズのように）アンロック可能なブートローダーを持つデバイスは増え、ハードウェア制限を回避して非公式ファームウェアをインストールする必要性は少なくなってきている。デバイスメーカーのHTCは、すべての新発売のブートローダーをアンロック可能にすることにより、発売後のソフトウェア開発者達を支援することを表明した。

## 適法性

### 米国
2010年7月26日、米国著作権局は、デバイスをroot化し、非認可のサードパーティーアプリを動かすことや携帯電話をアンロックしてキャリアフリーにすることは適法であるとの例外規定を公式に表明した。